# Премія Антоніо Фельтрінеллі
Премія Антоніо Фельтрінеллі (італ. Premio Feltrinelli) — італійська премія, яку надають за досягнення в науці та культурі від 1950 року.
Нагорода створена за заповітом мецената та художника Антоніо Фельтрінеллі, який помер у 1942 році. Він заповідав велику частину своїх статків Академії Італії (Accademia d'Italia). Після падіння італійського фашизму Національна академія деї Лінчеї (Accademia деї Lincei) перейняла обов'язки з присудження премії.
Премію Антоніо Фельтрінеллі присуджують щорічно по черзі за заслуги в наступних галузях: гуманітарні науки (науки про мораль та історію, Scienze morali e storiche), природничі науки (фізичні, математичні та природничі науки, Scienze fisiche, matematiche e naturali), література (Lettere), мистецтво (Arti), медицина (Medicina). Премія призначена для італійців, а також для іноземців. Спеціальну премію за твір високої моральної і гуманітарної цінності (per un'impresa eccezionale di alto valore morale e umanitario) спочатку присуджували приблизно щоп'ятьроків, останнім часом майже щорічно.
З призовим фондом в € 250 000 (станом на 2010 р.) міжнародна премія Антоніо Фельтрінеллі є однією з найбільших у світі.